# Żyrafa (instrument)

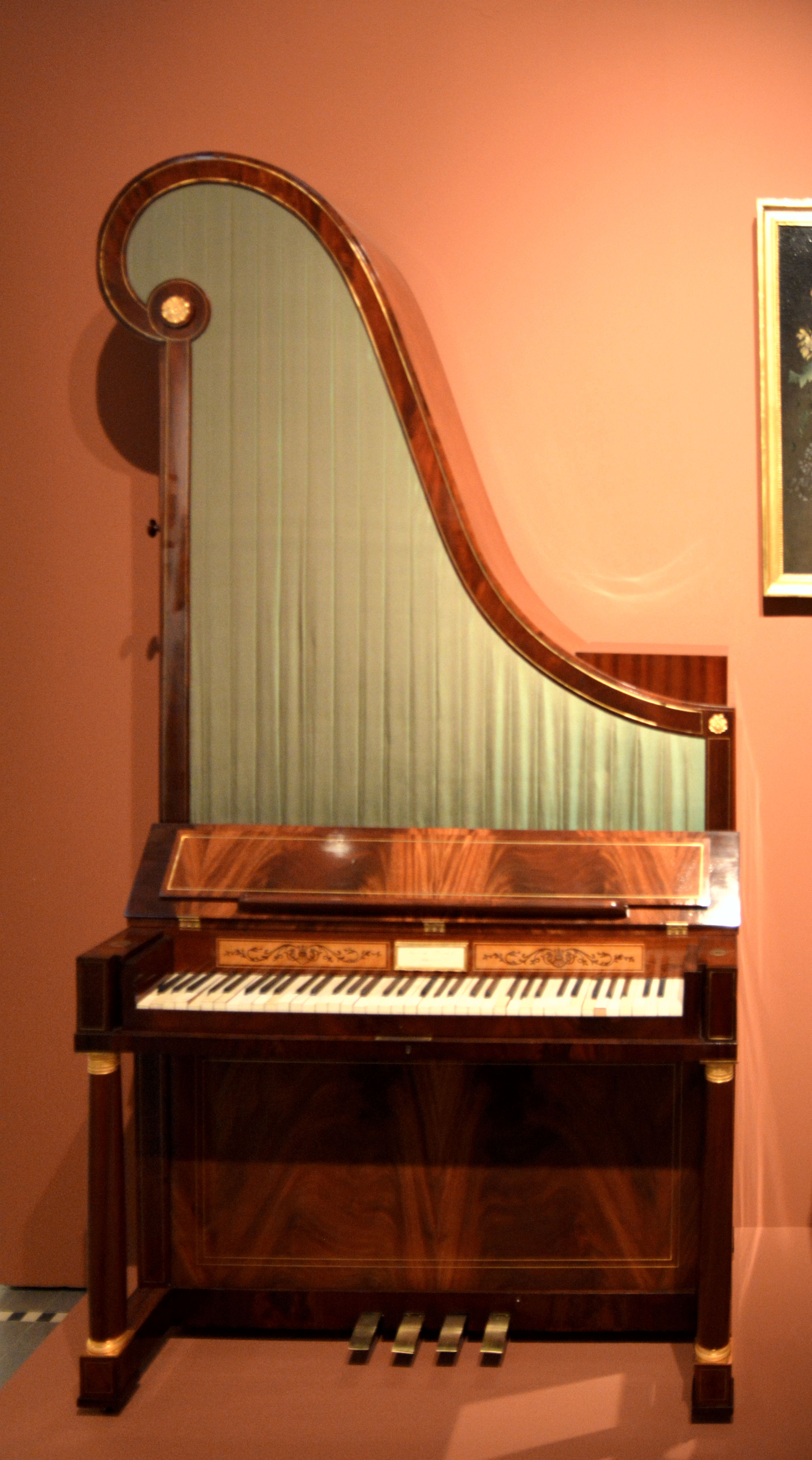
Żyrafa

Żyrafa – popularna nazwa dawnej odmiany klawikordu.
Jest to rodzaj klawikordu, w którym struny są ustawione pionowo w kształcie trójkąta. Swym kształtem przypomina harfę i była pierwowzorem pianina. Były one popularne w okresie Empire.